# Гарнизонная церковь (Потсдам)

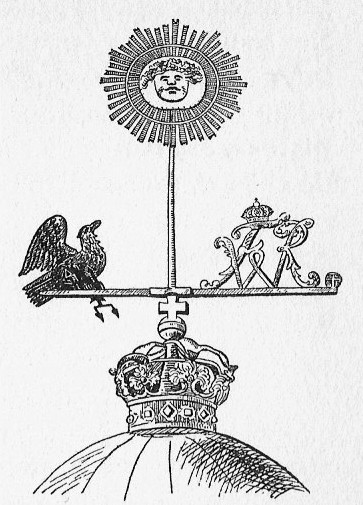
Флюгер на колокольне гарнизонной церкви

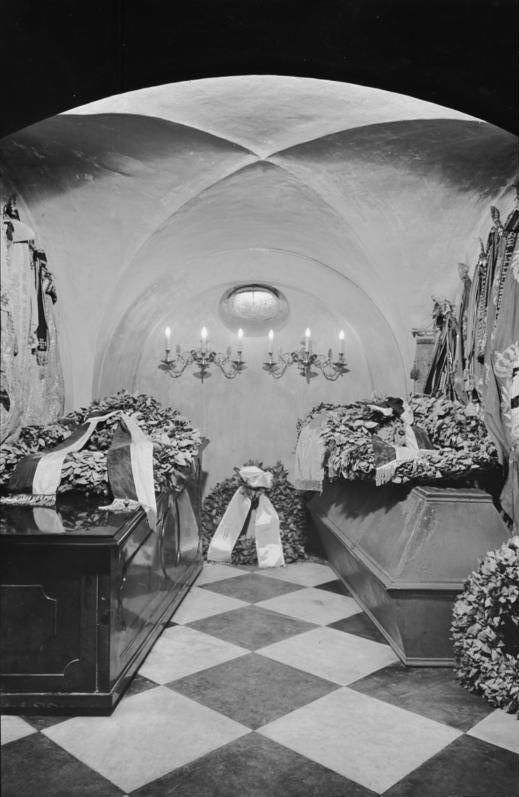
Королевский склеп в гарнизонной церкви. 1928. Слева — гроб Фридриха Великого, справа — Фридриха Вильгельма I

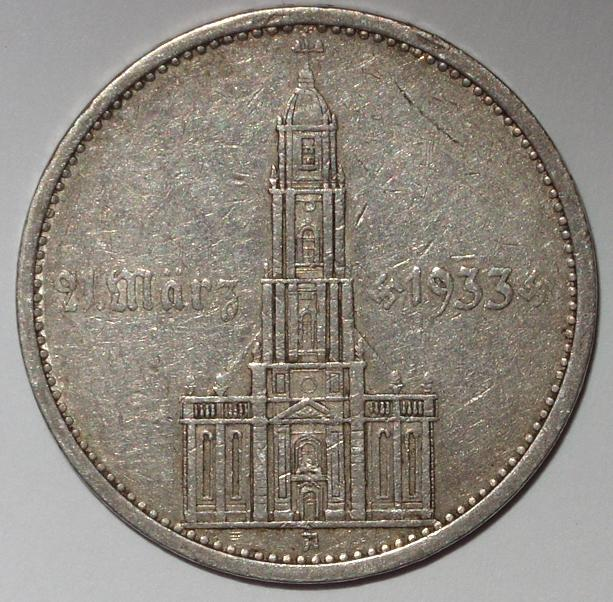
Памятная монета с изображением гарнизонной церкви, выпущенная в Третьем рейхе в честь Дня Потсдама

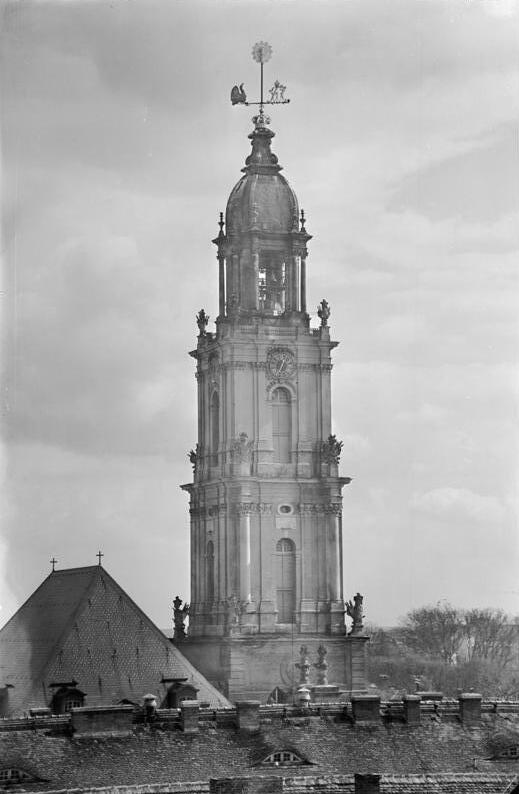
Колокольня гарнизонной церкви

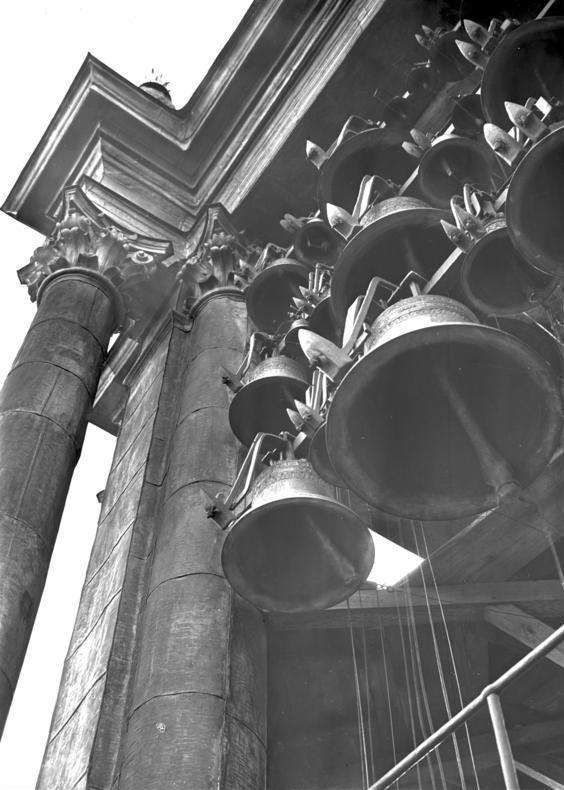
Карильон колокольни гарнизонной церкви

Гарнизонная церковь в Потсдаме (нем. Garnisonkirche) — не сохранившаяся до настоящего времени знаменитая церковь, сыгравшая значительную роль в истории Пруссии. В ней обрёл свое последнее пристанище король Фридрих Вильгельм I. Во время Второй мировой войны 14 апреля 1945 года церковь полностью выгорела и руины были снесены 23 июня 1968 года по решению руководства СЕПГ, стремившегося избавиться от символов нацизма и «прусского милитаризма». В настоящее время на месте главного зала церкви находится Вычислительный центр земли Бранденбург. В 2017 году Фонд Гарнизонной церкви Потсдама начал восстановление церкви. Он основан на решении городского совета от 1990 года о воссоединении с исторически сложившимся городским пейзажем Потсдама.  

## История
В 1720—1722 годах квадратная фахверковая церковь с одноярусной колокольней строится на месте будущей барочной гарнизонной церкви. Колокольню завершала крутая шатровая крыша. На колокольне был установлен 35-голосный карильон, изготовленный в Амстердаме мастером Яном Альбертом де Граве (Jan Albert de Grave). Церковь использовалась лейб-батальоном 6-го старопрусского пехотного полка, известного как «потсдамские великаны».
Болотистые почвы под зданием вызвали появление трещин, и в 1730 году церковь начали разбирать, демонтировав в первую очередь карильон. Новое здание проектировалось под патронажем короля Пруссии Фридриха Вильгельма I, требованием которого было строительство импозантной колокольни по образцу парохиальной церкви, построенной в 1695—1715 годах в Берлине.
Церковь в стиле барокко была возведена в Потсдаме в 1733—1735 годах при короле Пруссии Фридрихе Вильгельме I по проекту архитектора Филиппа Герлаха. Ансамбль комплекса церкви формировала колокольня высотой 88,4 метра, выступавшая за красную линию застройки. Флюгер колокольни украшал девиз короля Фридриха Вильгельма Non soli cedit. С 1797 года карильон колокольни поочерёдно каждый час исполнял мелодии кантаты И. С. Баха «Да хвалится Господь, всесильной Славы Царь» (BWV 137) и баллады Л. Г. Гёльти «Будь всегда верным и честным», положенной на мелодию арии из оперы В. А. Моцарта «Волшебная флейта». Королевские солдаты ходили в гарнизонную церковь на службы.
Фридрих Вильгельм I за три года до своей смерти приказал подготовить в гарнизонной церкви для себя склеп. Он умер 31 мая 1740 года и был похоронен в церкви 22 июля. Его преемник Фридрих II использовал церковь для захоронения своих солдат и приведения к присяге. По приглашению короля в потсдамской гарнизонной церкви в 1747 году на органе играл Иоганн Себастьян Бах. Супруга Фридриха Вильгельма I королева София Доротея распорядилась в своём завещании о том, чтобы её похоронили в Берлинском кафедральном соборе. И Фридрих II в своём завещании указал другое место для своего погребения — Сан-Суси, однако несмотря на это уже спустя день после своей смерти был перевезён в гарнизонную церковь и похоронен в одном склепе со своим отцом.
Победив прусскую армию в битве при Йене и Ауэрштедте, Наполеон вошёл в 1806 году в Пруссию. 25 октября 1806 года французский император посетил гарнизонную церковь и признался своим генералам, что победа над Пруссией далась бы ему не так легко, если бы ему противостоял такой полководец как Фридрих Великий. В знак уважения к личности Фридриха II и признания его военных заслуг Наполеон предоставил гарнизонной церкви личную защиту. К королевским могилам в гарнизонной церкви приходили и Фридрих Вильгельм III со своей супругой Луизой вместе с императором Александром I, чтобы скрепить свой союз.
После прихода к власти национал-социалистов гарнизонная церковь стала фоном для нацистских пропагандистских мероприятий. 21 марта 1933 года, в день, который вошёл в историю Германии как «день Потсдама», в гарнизонной церкви состоялось первое заседание нового рейхстага, на котором присутствовали рейхспрезидент Пауль фон Гинденбург, рейхсканцлер Адольф Гитлер и депутаты рейхстага за исключением избранных от КПГ и СДПГ. На этом заседании после приведения к присяге рейхсканцлера Гитлера состоялось историческое рукопожатие Гинденбурга и Гитлера, символизировавшее связь рейхсвера с национал-социализмом. Торжество завершилось совместным парадом подразделений рейхсвера, полиции и «Стального шлема».
В 1943 году останки Фридриха Великого и его отца были эвакуированы из гарнизонной церкви и заменены на муляжи. В ходе авианалёта на Потсдам 14 апреля 1945 года гарнизонная церковь выгорела при пожаре. 25 июля 1949 года гарнизонная церковь была переименована в церковь Святого Креста. В 1960-е годы предпринимались попытки восстановления здания церкви. Во время своего визита в Потсдам первый секретарь Центрального комитета СЕПГ Вальтер Ульбрихт заявил, что руины церкви должны быть ликвидированы, чтобы освободить место для нового современного центра города. Правительство ГДР всячески стремилось уничтожить символы нацизма и прусского милитаризма. Несколько попыток подрыва выдержала колокольня гарнизонной церкви: руины колокольни устояли при попытке подрыва 19 июня 1968 года и она была окончательно взорвана 23 июня того же года (руины церкви были взорваны ещё 14 мая). 23 июня 1968 года руины гарнизонной церкви были окончательно снесены по решению руководства СЕПГ, возглавляемого Вальтером Ульбрихтом. Впоследствии на её месте был выстроен Вычислительный центр земли Бранденбург.
К 2023 году был восстановлен основной объём колокольни церкви(без колонн, вазонов и купола). Неф было решено не восстанавливать по крайней мере до 2026 года. С самого начала план восстановления гарнизонной церкви встретил сопротивление среди части общественности.